# Lassale
Lassale foi um automóvel de luxo fabricado pela Ita Motores e Montadora de Veículos Ltda., de Itaquaquecetuba (SP). Foi apresentado pela primeira vez em 1987, durante a V Brasil Transpo. Com mecânica do Chevrolet Opala, possuía duas versões: Box e Digital, e duas opções de capota: conversível de lona e teto rígido desmontável de fibra de vidro. 
O Lassale esbanjava tecnologia, possuindo muitos equipamentos raros até para os dias atuais: painel digital, regulagem do tom da buzina e sistema eletrônico de regulagem da intensidade dos faróis, estofamento de couro, abertura remota do capô e do porta-malas e vidros verdes com acionamento elétrico.
Além disso, havia também detalhes bastante pomposos: rodas raiadas douradas, cigarreira e emblemas banhados em ouro e placa de identificação com o nome do comprador. 